# Patardzeuli
Patardzeuli – wieś w Gruzji, w regionie Kachetia, w gminie Sagaredżo. W 2014 roku liczyła 2829 mieszkańców.